# Посольство Италии в Польше
Посольство Италии в Республике Польша (пол. Ambasada Włoch w Polsce, итал. Ambasciata d'Italia in Polonia) — итальянское дипломатическое представительство, расположенное в Варшаве, Польша.
В введении Посольства находится вся территория Польши. Помимо Посольства, в Польше действуют Почётные консульства Италии, в том числе в городах Вроцлав, Краков, Познань, Щецин, а также консульские представители в городах Бельско-Бяла, Зелёна-Гура и Замосць.
Должность Чрезвычайного и Полномочного Посла с 2018 года занимает Альдо Амати (итал. Aldo Amati) — итальянский кадровый дипломат, Великий офицер Ордена «За заслуги перед Итальянской Республикой»(2013 г.).

## Структура
- Чрезвычайный и Полномочный Посол — руководитель представительства;
- Отдел экономики и торговли;
- Отдел внешней политики;
- Консульский отдел;
- Отдел внутренней политики;
- Отдел культуры;
- Административно-бухгалтерский отдел;
- Военный атташат;
- Отдел содействия торговле;
- Итальянский институт культуры в Варшаве;
- Итальянский институт культуры в Кракове[4].

## История
Дипломатические отношения между Польшей и Италией были установлены 27 февраля 1919 года.

## Резиденция Посольства
Посольство Италии располагается в Варшаве по адресу: площадь Домбровского, 6, в здании, носящем название Дворец Шленкеров (пол. Pałac Szlenkierów). Здание было построено в 1881—1883 годах по проекту архитектора Витольда Ланци (пол. Witold Lanci). До 1922 года оно было местом расположения знаменитой варшавской семьи промышленников и меценатов Шленкеров.
В 1922 году здание было приобретено Италией и в нём была размещена итальянская дипломатическая миссия, в 1929 году преобразованная в посольство.
В 1965 году здание было внесено в официальный Реестр памятников Варшавы (регистрационный номер 657 от 1.07.1965 г.).